# 布兰卡港
布兰卡港（西班牙語：Bahía Blanca）是位于阿根廷布宜诺斯艾利斯省东南部大西洋沿岸的一座港口城市。
城市名称意为“白色海湾”。

## 著名人物
- 維奧萊特·傑索普：英籍郵輪服務員在此出生，曾經歷多次航海事故，包括鐵達尼號沉沒事故和不列顛號沉没事故。
- Carlos Di Sarli：探戈音樂家在此土生土長，晚年時譜寫了一首器樂曲，以此城市爲名。
- Emanuel Ginóbili：NBA著名球星

## 友好城市
- 以色列阿什杜德
- 古巴西恩富戈斯
- 希腊希俄斯
- 中國大连
- 義大利費爾莫
- 美国杰克逊维尔
- 秘魯皮乌拉
- 西班牙雷乌斯
- 智利塔爾卡瓦諾